# Ordine del Servizio alla patria nelle forze armate
L'ordine per il Servizio alla patria nelle forze armate (russo: Орден "За службу Родине в Вооружённых Силах"), conosciuto anche come "ordine per il servizio alla madrepatria", fu un'onorificenza militare sovietica introdotta il 28 ottobre 1974, divenendo la prima decorazione militare creata dopo la seconda guerra mondiale.

## Assegnazione
Secondo il suo statuto, l'ordine era assegnato per "esemplare servizio nelle forze armate, sia durante la guerra che in tempi di pace". L'insignito era prima decorato con la 3ª classe, poi, se proseguiva nelle azioni meritevoli, con la 2ª e 1ª classe. Come nel civile Ordine della Gloria del lavoro, su cui era modellato, offriva un certo numero di benefici materiali ai suoi proprietari, come aumenti di pensione e trasporti pubblici urbani gratuiti.
Fino al 1989, furono assegnate:
- 13 medaglie di 1ª classe (il minor numero di assegnazioni nell'Unione Sovietica)
- 589 medaglie di 2ª classe
- 69576 medaglie di 3ª classe

## Medaglie e nastri
| Prima classe | Seconda classe | Terza classe |
| ------------ | -------------- | ------------ |
|              |                |              |
| Nastri       |                |              |
|              |                |              |